# Chilodus
Chilodus es un género de peces de la familia Chilodontidae y de la orden de los Characiformes. 

## Especies
Actualmente hay cuatro especies reconocidas en este género:
- Chilodus fritillus (Vari & H. Ortega, 1997)
- Chilodus gracilis (Isbrücker & Nijssen, 1988)
- Chilodus punctatus (J. P. Müller & Troschel, 1844)
- Chilodus zunevei (Puyo, 1946)